# Patak
Patak is een plaats (község) en gemeente in het Hongaarse comitaat Nógrád. Patak telt 898 inwoners (2015).
Stad met comitaatsrecht (megyei jogú város): Salgótarján

Steden (város): Balassagyarmat · Bátonyterenye · Pásztó · Rétság · Szécsény

Overige gemeenten (község): Alsópetény · Alsótold · Bánk · Bárna · Becske · Bér · Bercel · Berkenye · Bokor · Borsosberény · Buják · Cered · Csécse · Cserháthaláp · Cserhátsurány · Cserhátszentiván · Csesztve · Csitár · Debercsény · Dejtár · Diósjenő · Dorogháza · Drégelypalánk · Ecseg · Egyházasdengeleg · Egyházasgerge · Endrefalva · Erdőkürt · Erdőtarcsa · Érsekvadkert · Etes · Felsőpetény · Felsőtold · Galgaguta · Garáb · Héhalom · Herencsény · Hollókő · Hont · Horpács · Hugyag · Iliny · Ipolytarnóc · Ipolyvece · Jobbágyi · Kálló · Karancsalja · Karancsberény · Karancskeszi · Karancslapujtő · Karancsság · Kazár · Keszeg · Kétbodony · Kisbágyon · Kisbárkány · Kisecset · Kishartyán · Kozárd · Kutasó · Legénd · Litke · Lucfalva · Ludányhalászi · Magyargéc · Magyarnándor · Márkháza · Mátramindszent · Mátranovák · Mátraszele · Mátraszőlős · Mátraterenye · Mátraverebély · Mihálygerge · Mohora · Nagybárkány · Nagykeresztúr · Nagylóc · Nagyoroszi · Nemti · Nézsa · Nógrád · Nógrádkövesd · Nógrádmarcal · Nógrádmegyer · Nógrádsáp · Nógrádsipek · Nógrádszakál · Nőtincs · Őrhalom · Ősagárd · Palotás · Patak · Patvarc · Piliny · Pusztaberki · Rákóczibánya · Rimóc · Romhány · Ságújfalu · Sámsonháza · Sóshartyán · Szalmatercs · Szanda · Szarvasgede · Szátok · Szécsénke · Szécsényfelfalu · Szendehely · Szente · Szilaspogony · Szirák · Szügy · Szuha · Szurdokpüspöki · Tar · Terény · Tereske · Tolmács · Vanyarc · Varsány · Vizslás · Zabar